# Gustav Becker (Pflanzenzüchter)
Gustav Becker (* 15. März 1905 in Hagen, Westfalen; † 8. Juli 1970 in Quedlinburg) war ein deutscher Pflanzenbiologe und -züchter sowie Hochschullehrer an der Martin-Luther-Universität Halle-Wittenberg.

## Leben und Wirken
Becker studierte an der Georg-August-Universität Göttingen Biologie und Geographie, promovierte hier 1931 zum Dr. rer. nat. und wechselte an die Ludwig-Maximilians-Universität München. Im Jahre 1935 begann er eine wissenschaftliche Tätigkeit in den Laboratorien des deutschlandweit bekannten Saatzuchtbetriebes Gebrüder Dippe AG in Quedlinburg. Er begann hier in den folgenden Jahren eine eigenständige Forschungsabteilung nach den seinerzeit modernsten Gesichtspunkten einzurichten.
Nach dem Ende des Zweiten Weltkrieges fielen das Dippe'sche Gut und weitere große Quedlinburger Saatzuchtbetriebe unter die Bodenreform in der sowjetischen Besatzungszone. Die drei größten und international bekannten Quedlinburger Saatzuchtbetriebe Dippe, Mette und Schreiber wurden als Vereinigter Quedlinburger Pflanzen- und Saatgutbetrieb vor der Aufteilung durch die Bodenreform bewahrt und 1946 in die in Berlin neu gegründete Deutsche Saatzuchtgesellschaft (DSG) übernommen. Gustav Becker konnte in leitenden Positionen verbleiben und die umfangreichen Züchtungsarbeiten der ehemals privaten Quedlinburger Saatzuchtbetriebe erhalten, zusammenfassen und weiterführen. Die Züchtungsabteilung des Quedlinburger DSG-Betriebes  wurde 1947 in ein Institut für praktische Pflanzenzüchtung  der DSG umgewandelt.  1951 übernahm die nun gegründete Deutsche Akademie der Landwirtschaftswissenschaften zu Berlin (DAL) das Institut für Pflanzenzüchtung und setzte Becker als Direktor ein. Schwerpunkt waren die Züchtung neuer Sorten bei Gemüsearten, Zierpflanzen, Arznei- und Gewürzpflanzen, sowie die Züchtungsforschung auf diesem Gebiet.
Gustav Becker erhielt 1958 außerdem nach dem Weggang von Walther Hoffmann, der einen Ruf an die Landbaufakultät der Technischen Universität Berlin angenommen hatte, den Lehrstuhl für Züchtungsbiologie und die Leitung des gleichnamigen Instituts an der Landwirtschaftlichen Fakultät der Martin-Luther-Universität Halle-Wittenberg.
Als Vizepräsident der Akademie der Landwirtschaftswissenschaften (DAL) hatte Becker auch einen bedeutenden Einfluss auf die Entwicklung der Pflanzenzüchtung in den anderen Instituten der DAL. Das Institut für Pflanzenzüchtung in Quedlinburg, mit zuletzt ca. 300 Mitarbeitern, führte er bis zu seiner Abberufung im Jahre 1969.

## Schwerpunkte
Unter der sachkundigen Leitung Beckers erhöhte sich die Bedeutung des Quedlinburger Institutes:
- Bis 1965 wurden 67 Gemüse- und 54 Blumensorten der Praxis übergeben, die teilweise international vordere Plätze einnahmen und die erfolgreiche Züchtungsarbeit nachwiesen.
- Als theoretische Grundlagen der Pflanzenzüchtung wurden die Gebiete Züchtungsmethodik, Serienanalytik bei besonderer Beachtung von Aminosäuren, Faktorenanalyse in der Ertragsbildung bei Verwendung physikalischer Methoden bearbeitet.
- Die Publikation der Ergebnisse erfolgte in verschiedenen Fachzeitschriften der Pflanzenzucht, Genetik und Biologie. Dazu gehörte ein Beitrag für das „Handbuch der Pflanzenzüchtung“ (Herausgeber Theodor Roemer und Wilhelm Rudorf). Dazu kamen Berichte von den Fachtagungen der DAL und die Übernahme der Schriftführung für das „Archiv für Gartenbau“, das seit 1953 von Johannes Reinhold herausgegeben wurde.

## Ehrungen
- 1951 ordentliches Mitglied der DAL
- Bis 1961 war er einer der zwei Vizepräsidenten
- 1949 erhielt er im Kollektiv „für die Entwicklung neuer Pflanzensorten“ den Nationalpreis der DDR II. Klasse für Wissenschaft und Technik. (Siehe Liste der Ausgezeichneten)
- Erwin-Baur-Medaille der DAL zu Berlin
- Ehrenpromotion (Dr. h.c.)

## Publikationen
- Experimentelle Analyse der Genom- und Plasmonwirkung bei Moosen. 3. Osmotischer Wert heteroploider Pflanzen. Math.-naturwiss. Diss. Univ. Göttingen. In: Zeitschr. f. induktive Abstammungs- und Vererbungslehre. Bd. 60, Heft 1, 1931, S. 17–38.
- Die Bedeutung der Polyploide für die Evolution und die Pflanzenzüchtung. Vortrag des 1. Internat. Symposiums über Phylogenetik bei Kulturpflanzen im Inst. für Pflanzenzüchtung Quedlinburg d. Dt. Akad. der Landwirtschaftswiss. zu Berlin 11.–15. Sept. 1967, Berlin : Akademie-Verlag, 1970, 320 S.
- Darwin und die Pflanzenzüchtung. Vortrag auf der 4. Festsitzung und Wissenschaftlichen Tagung der Deutschen Akademie der Landwirtschaftswissenschaften zu Berlin, 17.–18. Oktober 1959. DAL 1. Januar 1960.